# Eremiaphila heluanensis
Eremiaphila heluanensis är en bönsyrseart som beskrevs av Werner 1904. Eremiaphila heluanensis ingår i släktet Eremiaphila och familjen Eremiaphilidae. Inga underarter finns listade i Catalogue of Life.